# Naked (album de Joan Jett)
Pour les articles homonymes, voir Naked.
Albums de Joan Jett and the Blackhearts
1979
(1995) Sinner
(2006)
Naked est le douzième album de Joan Jett and the Blackhearts sorti le 27 avril 2004.

## Liste des chansons
| No  | Titre                          | Durée |
| --- | ------------------------------ | ----- |
| 1.  | Naked                          | 4:07  |
| 2.  | Bad Time                       | 4:59  |
| 3.  | Fetish                         | 3:22  |
| 4.  | Androgynous                    | 3:08  |
| 5.  | Science Fiction (Version Punk) | 3:54  |
| 6.  | Right In The Middle            | 3:48  |
| 7.  | Turn It Around                 | 3:45  |
| 8.  | Everyone Knows                 | 3:10  |
| 9.  | Baby Blue                      | 4:05  |
| 10. | Kiss On The Lips               | 3:22  |
| 11. | Watersign                      | 3:10  |
| 12. | Tube Talkin'                   | 3:37  |
| 13. | Season of the Witch            | 5:03  |
| 14. | Bad Time                       | 5:00  |
| 15. | Can't Live Without You         | 2:34  |
| 16. | Five                           | 5:16  |